# Ансамбль пісні і танцю
Анса́мбль пі́сні і та́нцю — професіональний та самодіяльний художній колектив, в творчості якого поєднуються різні види мистецтв: музика, хореографія, елементи театралізації.
Така форма художньої творчості виникла з часу створення Ансамблю пісні і танцю Радянської Армії (1928). За зразком цього ансамблю в СРСР працювало багато художніх колективів. Основу їхнього репертуару становлять старовинні й сучасні народні пісні і танці, твори радянських та сучасних композиторів, які в концертних виступах часто підпорядковуються єдиному сюжетно-композиційному задуму. В Україні подібні ансамблі були створені при Луганській, Одеській, Ровенській, Станіславській, Херсонській та Хмельницькій обласних філармоніях.
Серед провідних ансамблів пісні й танцю сучасної Україні — 
- Національний заслужений академічний ансамбль танцю України імені Павла Вірського,
- Національний академічний Гуцульський ансамбль пісні і танцю «Гуцулія»
- «Колос»
- «Лемковина» [Архівовано 11 березня 2007 у Wayback Machine.]
- «Запорожці» [Архівовано 10 березня 2007 у Wayback Machine.],
- «Львовяци»,
- «Сіверські клейноди»,
- Черемош,
- Ансамбль пісні і танцю збройних сил України
- Академічний ансамбль пісні і танцю "Поділля" та інші